# SpaceX CRS-10

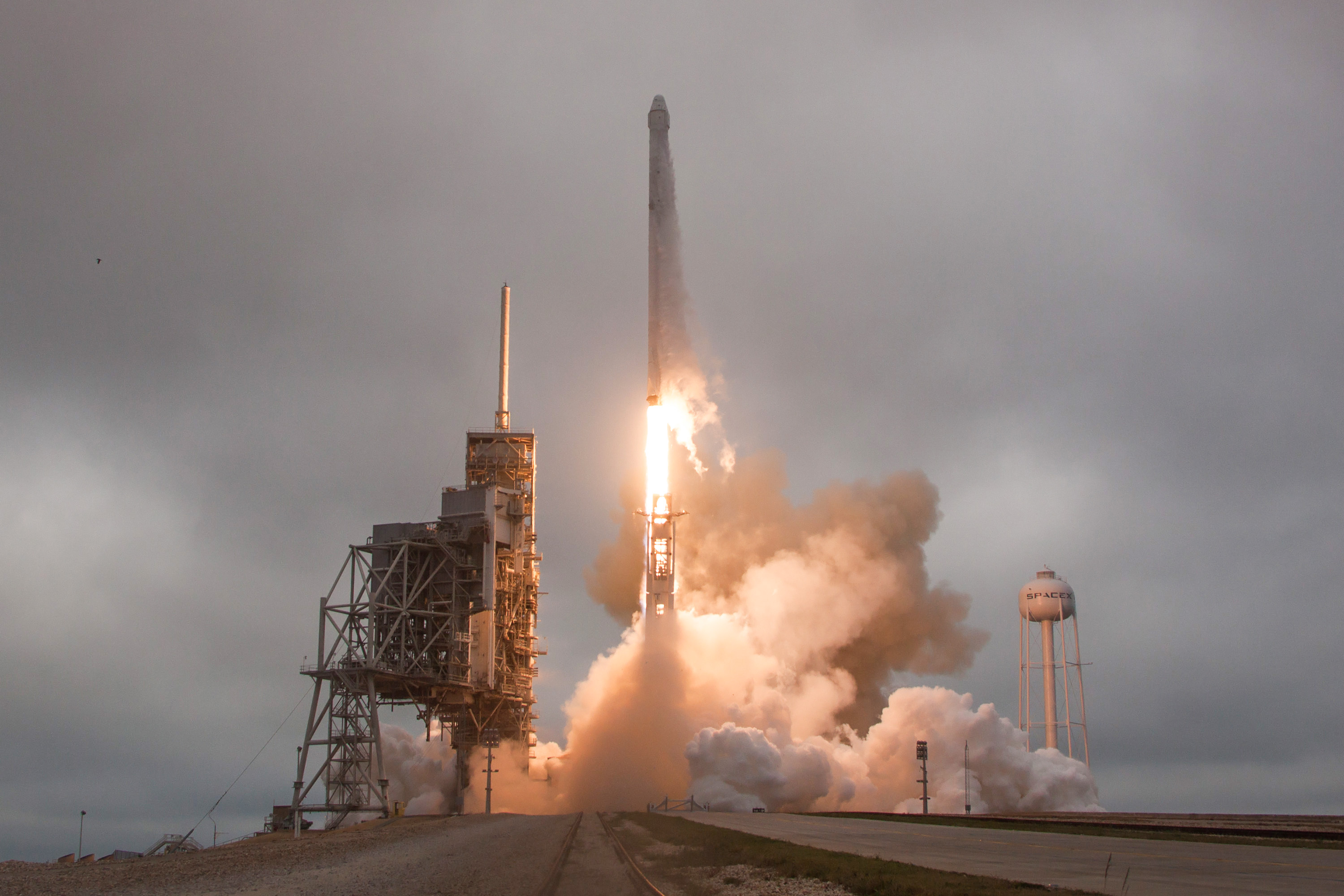
Start mise CRS-10 z rampy LC-39A

SpaceX CRS-10 (alternativně SpX-10, nebo jednoduše CRS-10) byl desátý zásobovací let kosmické lodi Dragon společnosti SpaceX k Mezinárodní vesmírné stanici (ISS) podstoupený v rámci kontraktu Commercial Resupply Services uzavřeného s NASA. Celkově šlo o dvanáctý let Dragonu do vesmíru (pokud počítáme i demo lety C1 a C2+).
Na palubě nesla mimo jiné přístroj SAGE III (stratosférický aerosolový a plynový experiment), a to v nehermetizovaném nákladním prostoru, a také přístrojové vybavení STP-H5 (vesmírný testovací program H5) dodané Ministerstvem obrany Spojených států amerických, které mimo jiné obsahuje i LIS (snímkovací sensor blesků). 